# Hoplitis princeps
Hoplitis princeps är en biart som först beskrevs av Morawitz 1872.  Hoplitis princeps ingår i släktet gnagbin, och familjen buksamlarbin. Inga underarter finns listade i Catalogue of Life.